# Krys M
Krys M, de son vrai nom Megne Noubissi Christelle, née le 30 janvier 1995 à Yaoundé, est une chanteuse et danseuse camerounaise. Elle commence sa carrière musicale en 2013 avec le groupe Mo Girls. Elle compte à son actif plusieurs singles et un album de six titres intitulé Surface sorti en 2021. Elle est sacrée meilleure voix féminine de l'année 2022 aux Balafon Music Awards avec son single à succès A chacun sa chance.

## Biographie

### Débuts
Krys M naît le 30 janvier 1995 à Yaoundé de parents originaires de Baleng dans la région de l'Ouest du Cameroun. En 2013, elle se lance dans la musique et fait partie du groupe Mo Girls,un trio composé de Just-In, Krys-T-El (devenue Krys M) et YV-BE. Le groupe fait parler de lui et se fait remarquer avec le hit Secouer Lo avec Dj Arafat. En 2015 le groupe se sépare après la sortie du titre Super Roulée.  

### Carrière solo
En 2015, Krys M se lance dans une carrière solo. Elle fait des reprises de chanteurs tels que Kiss Daniel, Sarkodie, Mr Leo et bien d'autres. Ses efforts à revenir sur la scène sont vains et celle-ci a du mal à trouver son identité. En 2016, elle signe sous le label Big Dreams Entertainment. Elle fait plusieurs covers notamment IF de Davido, Nyama d'Aveiro Djess. En 2017, Krys M collabore avec Locko sur My Love et la même année elle sort un single intitulé T'oublies.   
En 2021, Krys M fait officiellement son come back avec la présentation de son nouvel album intitulé Surface. Surface est une composition de six titres dont deux featuring. Le titre phare est Chérie Coco, une chanson qui parle d'amour réalisée par Kwedi Nelson. On retrouve dans la playlist d'autres chansons telles que On fait comment enregistrée sous le Label Les Coudes Prod, Ne T'en Vas Pas et Nobody. Dans les chansons Show Me Something et Ton Idéal, Krys M collabore avec les artistes Ko-c et Locko.
Elle cartonne avec son single Chacun sa chance sous le label KM Entertainment. Une chanson devenue virale, Chacun sa chance, invite des sonorités traditionnelles soit le Bend skin de l'ethnie Bamiliké du Cameroun. En 2023, le public accueille chaleureusement Qui Croira Verra. Le nouveau single est similaire en termes de sonorités au précédent. La chanson invite à garder la Foi face aux difficultés. L'artiste chante en français et en anglais avec un ton typique des peuples de la région de l'Ouest du Cameroun.  Le 12 mai 2023 à Ouagadougou , elle remporte le Kundé du meilleur artiste de l'Afrique Central.

## Style musical
Krys M s'inscrit dans un registre de musique folklorique et rythmes traditionnels du Cameroun comme le Bend skin et le mangambeu. Elle surfe aussi sur la musique urbaine.  

## Discographie

### Albums
- 2021: Surface

1. Show Me Something
2. Chérie Coco
3. On fait Comment
4. Nobody
5. Ne T'en Vas Pas
6. Ton Ideal feat Locko

### Singles
- 2017: T'oublies
- 2022: Chacun sa Chance
- 2023: Qui Croira Verra
- 2023: Il Va Donner Pour Moi

### Collaborations
- 2017: My Love avec Locko
- 2018: Ton Idéal avec Locko
- 2019: Nyama avec Aveiro Djess
- 2021: Surface avec Lydol
- 2021: Show Me Something avec Ko-C

## Prix et récompenses

### Prix
- 2022: meilleure voix féminine de l'année aux Balafon Music Awards 2022
- 2022: Meilleure chanson d'inspiration traditionnelle aux Balafon Music Awards 2022
- 2023: Kundé du meilleur artiste de l'Afrique Central[10],[11]
- 2022: Meilleure artiste féminin de la musique Afro Urban au Canal d'Or 2023
- 2022: Meilleure chanson populaire au Canal d'Or 2023
- 2022: Meilleure performance digitale musique au Canal d'Or 2023